# Welsford
Welsford est une communauté rurale canadienne située dans le comté de Queens au Nouveau-Brunswick. Elle est située dans la vallée de la rivière Nerepis au pied du mont Douglas.

## Toponymie
La communauté est nommée d'après le capitaine Welsford qui est mort en héros au cours de la guerre de Crimée.

## Annexe